# La febbre del gioco
La febbre del gioco (Early to Bet) è un film del 1951 diretto da Robert McKimson. È un cortometraggio d'animazione della serie Merrie Melodies, distribuito negli Stati Uniti il 12 maggio 1951 e sequel del corto dell'anno precedente È primavera; il corto uscì oltre due anni dopo la registrazione dei dialoghi.

## Trama
Il narratore presenta al pubblico l'Insetto dell'Azzardo, il cui morso provoca la "febbre del gioco", e mostra alcuni esempi di questa malattia. L'insetto dichiara di volersi prendere una vacanza. Mentre fa una passeggiata, però, vede un cane che sfida a carte un gatto mettendo in palio delle penitenze. Il gatto si rifiuta categoricamente e va a sedersi su un tronco vicino. L'Insetto dell'Azzardo vede questa come un'opportunità irresistibile e morde l'orecchio del gatto. Quest'ultimo, ora agitato e ansioso di giocare, torna di corsa dal cane e lo sfida a una partita di ramino, perdendo immediatamente e subendo una penitenza. Quindi torna a sedersi rifiutandosi di giocare ancora, ma viene morso nuovamente dall'insetto e la scena si ripete altre due volte. Alla quarta volta è il cane a rifiutarsi di giocare essendo il gatto troppo sfortunato. L'insetto si offre allora di sostituire il cane, giocando a chi alza la carta più alta. Stavolta il gatto vince e infligge all'insetto la penitenza "Il Post", che consiste nel tentare di colpirlo con un quotidiano.

## Distribuzione

### Edizione italiana
Il doppiaggio italiano del film, distribuito in Italia direttamente in VHS, fu eseguito dalla Angriservices Edizioni e diretto da Renzo Stacchi.

### Edizioni home video

#### VHS
Italia
- Prendi il cacio e scappa (ottobre 1998)

#### DVD
Il corto fu pubblicato in DVD-Video in America del Nord nel quarto disco della raccolta Looney Tunes Golden Collection: Volume 1 (intitolato Looney Tunes All-Stars: Part 2) distribuita il 28 ottobre 2003; il DVD fu pubblicato in Italia il 2 dicembre 2003 nella collana Looney Tunes Collection, col titolo All Stars: Volume 2. Fu inserito anche nel secondo disco della raccolta DVD Looney Tunes Spotlight Collection Volume 1, uscita in America del Nord sempre il 28 ottobre 2003, ristampato il 17 giugno 2014 col titolo Looney Tunes Center Stage: Volume 2.